# Match TV
Pour les articles homonymes, voir Match TV (Russie).
Match TV est une ancienne chaîne de télévision mini-généraliste française, principalement consacrée à l'actualité people, et diffusée sur le câble et sur Canalsat.

## Histoire de la chaîne
Match TV est l'une des chaînes de Lagardère Active, le pôle audiovisuel du groupe industriel français Lagardère SCA, par ailleurs propriétaire de l'hebdomadaire Paris Match. Lancée le 10 décembre 2001 au Pavillon Ledoyen, à Paris, devant 1 500 invités, elle est conçue comme une déclinaison de Paris Match, duquel elle tire son nom et son logo.
La direction est confiée au producteur Jean-Louis Remilleux, l'identité sonore signée Jean-Michel Jarre et le groupe mise sur la présence d'animateurs connus, comme Stéphane Bern ou Amanda Lear. Dix-neuf heures de programmes quotidiens sont proposées, dont quatre heures d'émissions « fraîches » par jour. La chaîne, qui a pour slogan « Tout le monde avant tout le monde », s'appuie sur trois axes : les célébrités, l'actualité et l'art de vivre.
En 2002, la chaîne se porte candidate pour obtenir une fréquence TNT auprès du CSA, fréquence qui lui est accordée en juin 2003.
Mais la chaîne ne parvient pas à trouver son public. En juin 2004, Jean-Louis Remilleux est remplacé par Claude-Yves Robin, déjà PDG de Canal J et de TiJi. Les audiences stagnant, une fusion avec une autre chaîne en difficulté du groupe TF1, TV Breizh, est envisagée, puis abandonnée en décembre 2004.
En janvier 2005, le groupe Lagardère Active choisit de restituer la licence TNT accordée par le CSA, puis annonce sa décision d'arrêter la diffusion de Match TV le 19 juillet 2005, en invoquant une situation significativement déficitaire depuis sa création, malgré un budget annuel estimé à près de 13 millions d'euros.
La chaîne cesse d'émettre le 30 août 2005 à 7 heures.

## Organisation

### Dirigeants[12],[13]
- Directeurs généraux : Jean-Louis Remilleux : de 2001 à 2004 ; Claude-Yves Robin : de 2004 à 2005
- Directeur des programmes : Julien Poinot
- Directeur des acquisitions : Hervé Poirson, puis Frédérique Vinel
- Directeur de l'antenne : François Steffen
- Directeur artistique : Guillaume Frisquet
- Directeur des productions : François Thalaud
- Directeur marketing communication : Bruno Barbier : de 2001 à 2004 ; Arnaud Picquet : de 2004 à 2005
- Directeur administratif & financier : Marc Vignier, puis François-Henri Martin

### Animateurs
- Florence Belkacem,
- Stéphane Bern,
- Amanda Lear,
- Frédéric Lopez,
- Frédéric Mitterrand,
- Jean-Marc Morandini,
- Arnaud Poivre d'Arvor,
- Stéphane Rotenberg,
- Patrick Sabatier

### Chroniqueurs
De nombreux chroniqueurs interviennent dans les différentes émissions, parmi lesquels : 
- Faustine Bollaert
- Annette Burgdorf
- Denise Fabre
- Vincent Fernandel
- Lynda Lacoste
- Sylvana Lorenz
- Frédéric Martin
- Jean-Noël Grinda, dit Nallé
- Sylvie Tellier

## Programmes[15]
- Carnets de jour : présentés par Serge Moati à 20 h 45
- Ça reste entre nous : talk-show présenté par Jean-Marc Morandini et diffusé du lundi au jeudi à 18 heures, et un best of le vendredi à 20 h 15
- Ça reste entre nous 2 : talk-show diffusé du lundi au jeudi à 18 h 30
- Comme à la télé : magazine sur les personnalités du petit écran présenté par Stéphane Rotenberg
- Goog News : magazine présenté par Arnaud Poivre d'Arvor, tous les jours en direct à 1 8h 40
- J'y étais : magazine présenté par Frédéric Lopez
- Match magazine : magazine présenté par Alain Génestar et Hervé Chabalier, le mardi à 20h45
- Plaisir de France : émission d'entretiens présentée par Frédéric Mitterrand de 2001 à 2004, le mardi à 21 h 40
- Presse Connection : magazine diffusé le vendredi à 18 heures
- Tendance Amanda : magazine présenté par Amanda Lear du lundi au vendredi à partir de 22 h 40, le samedi à 20 h 45
- Trait d'union : magazine présenté par Patrick Sabatier trois mardis par mois à 20 h 45

### Séries TV
- Les rues de San Francisco
- 21 Jump Street